# 秘鲁杯
秘鲁杯，是秘鲁的一个足球赛事。秘鲁杯足球赛赛制比较特殊，不同于普通的杯赛。实际上，秘鲁杯是秘鲁足球联赛系统的第3级。秘鲁杯冠军升入秘鲁足球甲级联赛，亚军升入秘鲁足球乙级联赛。
参赛球队共68支球队。